# Dorfkirche Groß Behnitz

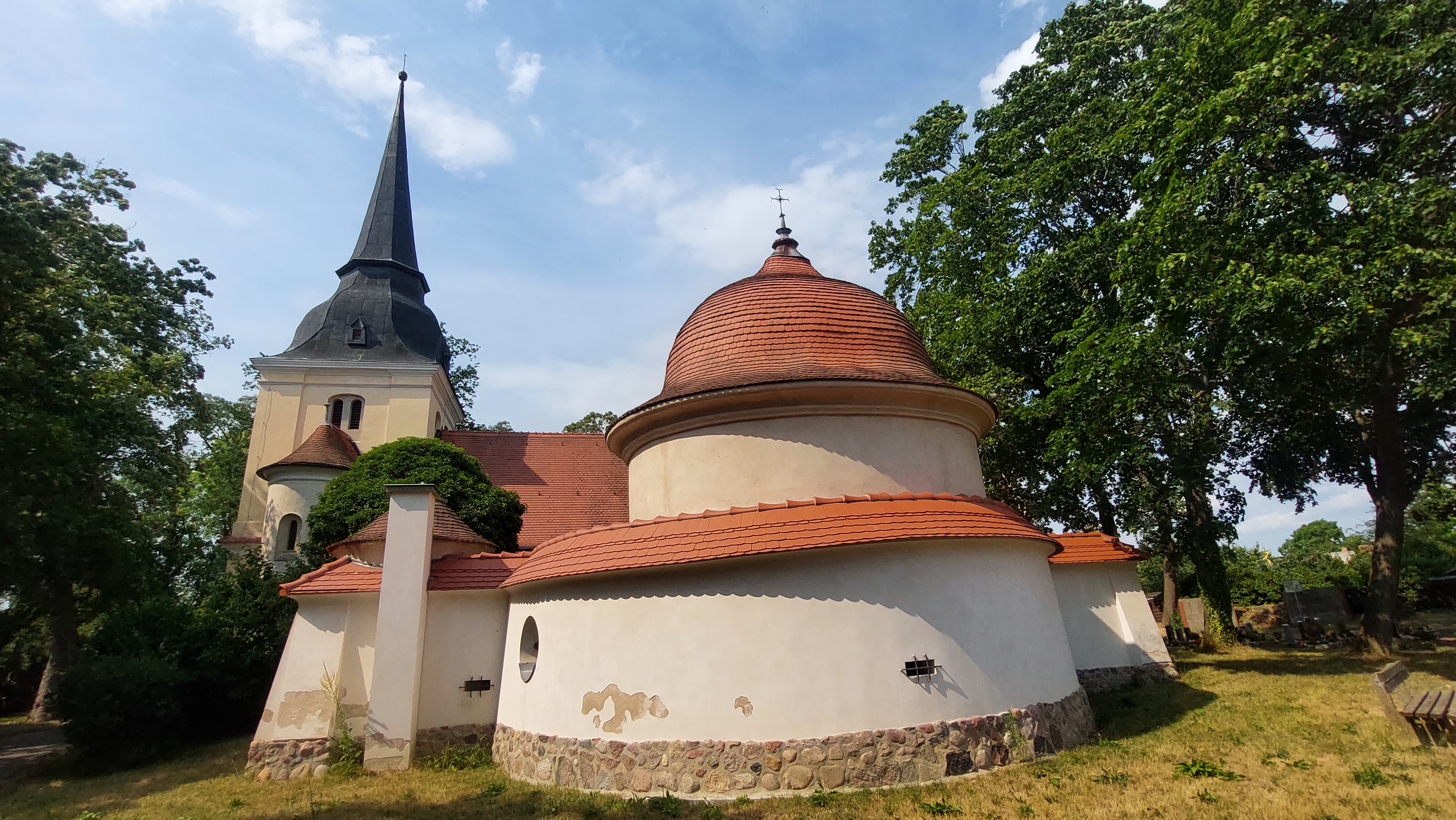
Dorfkirche in Groß Behnitz

Die evangelische Dorfkirche Groß Behnitz ist eine Saalkirche in Groß Behnitz, einem Ortsteil der Stadt Nauen im brandenburgischen Landkreis Havelland. Die Kirchengemeinde gehört dem Kirchenkreis Nauen-Rathenow der Evangelischen Kirche Berlin-Brandenburg-schlesische Oberlausitz an. Das Gebäude steht unter Denkmalschutz.

## Geschichte und Baubeschreibung

### Kirchengebäude
Die Kirche steht im Ortskern von Groß Behnitz auf der südlichen Seite der Behnitzer Dorfstraße, gegenüber der Gutsanlage (heutiges Landgut Stober). An dieser Stelle ist seit dem Spätmittelalter ein Kirchenbau überliefert, es erfolgten jedoch zahlreiche Umbauten, die die Gestalt des Bauwerks grundlegend veränderten. Ein erster Umbau erfolgte wohl im Jahr 1555; 1709 finanzierte ein Mitglied der Patronatsfamilie von Rhetz den Bau eines Kirchturms, dessen Grundsteinlegung am 5. Juni 1709 erfolgte. Ein weiterer Umbau folgte im ersten Drittel des 18. Jahrhunderts; dabei erhielt das Kirchenschiff unter anderem seine Korbbogenfenster. 1824 veranlasste Graf Peter Alexander von Itzenplitz die Sanierung des Kirchturms. Ein erheblicher Eingriff in die Bausubstanz erfolgte 1922/23, auf Anweisung der Familie Borsig, nach Plänen des Architekten Eugen Schmohl. Dieser hatte zuvor schon mehrere Bauprojekte für die Familie Borsig realisiert (z. B. die Borsig-Villa Reiherwerder, den „Borsig-Turm“ in Berlin-Tegel) und war später auch an der Gestaltung der Erbbegräbnisstätte der Familie Borsig beteiligt. Der Kirche wurde zu dieser Zeit grundlegend umgestaltet. Sie erhielt eine neubarocke Gestalt und wurde vergrößert. Es wurden unter anderem eine Patronatsloge an der Nordseite sowie ein runder Sakristeibau an der Südseite angefügt. Zeitgleich entstand auch das Familienbegräbnis der Familie Borsig.

### Begräbnisstätte der Familie Borsig
Mit der Übernahme des Guts Groß Behnitz durch die Industriellenfamilie Borsig im Jahr 1866 erhielt der Friedhof eine erste Grabanlage der Familie. Ein gesondert unter Denkmalschutz stehender runder Mausoleumsbau mit Glockenhaube beherbergte bis 1997 die Grabstätte Ernst Borsigs. Nach einem Einbruch in das Mausoleum wurde der Leichnam umgebettet, sodass sich heute nur noch ein leerer Sarg in der Gruft befindet. Im Jahr 2003 wurde mit der Sanierung begonnen – erheblich gestützt auf Geldmittel eines Mitglieds Familie Borsig – bei dem jedoch schwerwiegende Fehler begangen wurden, die erneute Sanierungen bedingten. 2018 wurde mit einer Generalsanierung begonnen.

### Weitere Ausstattung
Im Turm hängen zwei Glocken aus Stahl, die von den Brüdern Ernst und Conrad von Borsig im Jahr 1924 gestiftet wurden.